# Bocé
Bocé é uma ex-comuna francesa na região administrativa da Pays de la Loire, no departamento de Maine-et-Loire. Estendeu-se por uma área de 16,01 km². Em 2010 a comuna tinha 603 habitantes (densidade: 37,7 hab./km²).
Em 1 de janeiro de 2016 foi fundida com as comunas de Chartrené, Cheviré-le-Rouge, Cuon, Échemiré, Fougeré, Le Guédeniau e Saint-Quentin-lès-Beaurepaire para a criação da nova comuna de Baugé-en-Anjou.